# نانسی خضوری
نانسی داینا الی خضوری (عربی: نانسي دينا إيلي خضوري‎)(عبری: נאנסי ח'דורי‎)(زاده ۱۹۷۵) سیاستمدار، بازرگان و نویسنده بحرینی است. او از سال ۲۰۱۰ عضو مجلس ملی بحرین بوده است.

## زندگی‌نامه
خانواده خضوری یکی از خانواده‌های یهودی در بحرین هستند؛ خانواده‌ای که در زمینه واردات رومیزی و ملافه فعالیت دارند. خانواده او نسل سوم مهاجران در بحرین هستند و او دختر عموی هدی عزرا نونو (سفیر بحرین در ایالات متحده آمریکا از ۲۰۰۸ تا ۲۰۱۳) است.
در کتاب او در سال ۲۰۰۷ با عنوان از آغاز تا به امروز، تاریخ یهودیان بحرین از اولین مهاجران (اواخر دهه ۱۸۸۰) تا امروز مستند شده است.
در سال ۲۰۱۰، نانسی خضوری عضو مجلس ملی بحرین شد. او با حضور عمومی در کنار شخصیت‌های سیاسی مانند یسرائیل کاتس برای بهبود روابط با اسرائیل تلاش کرده است. در آوریل ۲۰۱۷، او نماینده کشورش در کنگره جهانی یهودیان بود.

## آثار
- از آغاز تا به امروز (عربی: بداياتنا و حتى وقتنا الحاضر‎)، منامه، بحرین، ۲۰۰۷ شابک ‎۹۷۸−۹۹۹۰۱−۲۶−۰۴−۴[۶]